# 도쿄 미드타운

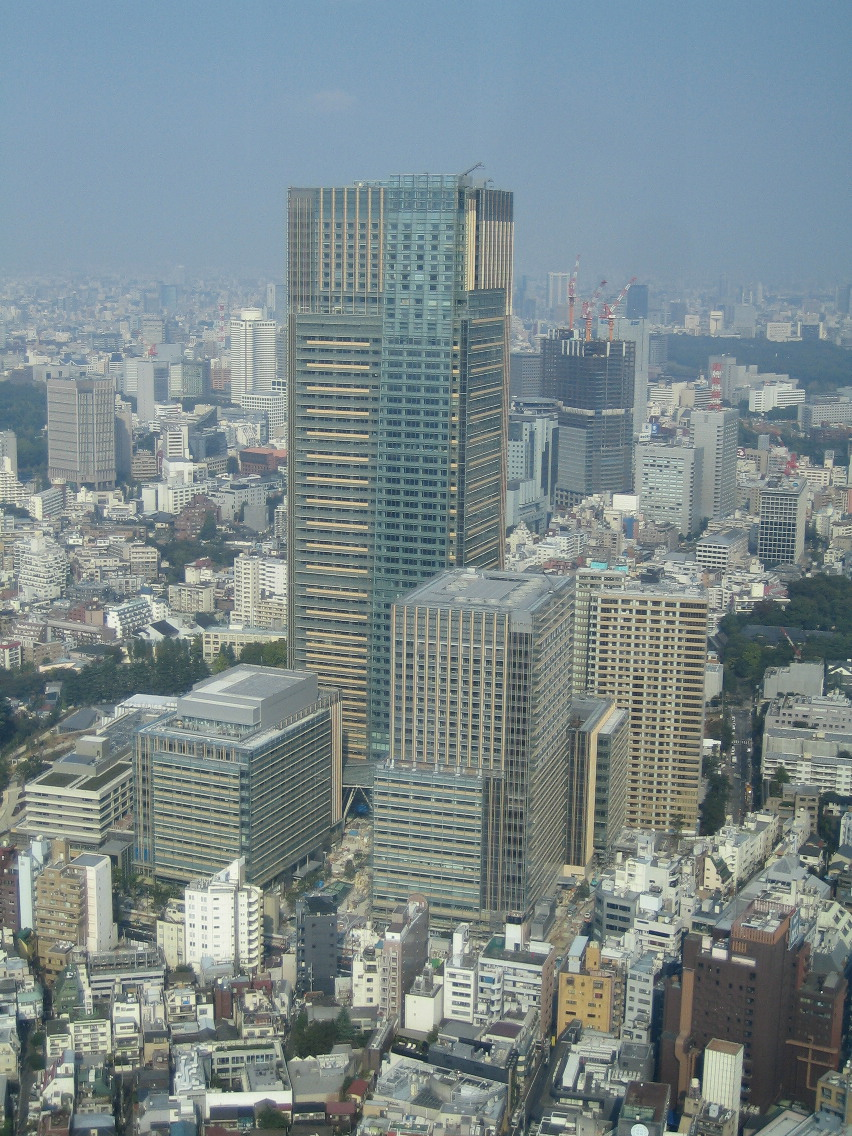
도쿄 미드타운

도쿄 미드타운(일본어: 東京ミッドタウン, 영어: Tokyo Midtown)는 미쓰이 부동산 주체로 도쿄도 미나토구 아카사카 9가에 있던 구 방위청 철거지의 재개발 계획에 의해 탄생한 복합 시설 및 그 지역 일대이다.